# Eleição municipal de Cuiabá em 2004
A eleição municipal de Cuiabá em 2004 ocorreu nos dias 3 de outubro (primeiro turno) e 31 de outubro (segundo turno). O atual prefeito era Roberto França, do PPS. Wilson Santos, do PSDB, foi eleito prefeito de Cuiabá no segundo turno, derrotando o candidato Alexandre César (PT).

## Candidatos
|  | Nº | Candidato(a) a prefeito | Candidato(a) a prefeito                               | Candidato(a) a vice-prefeito | Candidato(a) a vice-prefeito                             | Coligação |
|  | -- | ----------------------- | ----------------------------------------------------- | ---------------------------- | -------------------------------------------------------- | --- |
|  | 13 |                         | Alexandre César (PT) Alexandre Luís César             |                              | Alencar Farina (PL) Alencar Farina                       | Amo Cuiabá - Partido dos Trabalhadores (PT) - Partido Liberal (PL) - Partido Comunista do Brasil (PCdoB) |
|  | 15 |                         | Totó Parente (PMDB) José Antonio Silva Parente        |                              | Cresa Moreira (PMDB) Cresa Moreira Pinto                 | Aliança com o Povo - Partido do Movimento Democrático Brasileiro (PMDB) - Partido Trabalhista Cristão (PTC) |
|  | 16 |                         | Carlão (PSTU) Carlos Alberto Caetano                  |                              | Conceição Inácio (PSTU) Conceição Félix Inácio           | Sem coligação - Partido Socialista dos Trabalhadores Unificado (PSTU) |
|  | 19 |                         | Edesio do Carmo (PTN) Edesio do Carmo Adorno          |                              | Edmilson Magalhães (PTN) Edmilson Fernandes de Magalhães | Sem coligação - Partido Trabalhista Nacional (PTN) |
|  | 23 |                         | Sérgio Ricardo (PPS) Sérgio Ricardo de Almeida        |                              | Barão Viegas (PFL) Luiz José Barão de Arruda Viegas      | Cuiabá Mais Forte - Partido Popular Socialista (PPS) - Partido da Frente Liberal (PFL) - Partido Trabalhista Brasileiro (PTB) - Partido Verde (PV) - Partido da Mobilização Nacional (PMN) - Partido Social Cristão (PSC) - Partido da Social Democrata Cristão (PSDC) - Partido Republicano Progressista (PRP) - Partido Renovador Trabalhista Brasileiro (PRTB) - Partido dos Aposentados da Nação (PAN) - Partido Social Liberal (PSL) |
|  | 45 |                         | Wilson Santos (PSDB) Wilson Pereira dos Santos        |                              | Jacy Proença (PSB) Jacy Ribeiro de Proença               | Por Cuiabá no Século 21 - Partido da Social Democracia Brasileira (PSDB) - Partido Socialista Brasileiro (PSB) - Partido Democrático Trabalhista (PDT) - Partido Humanista da Solidariedade (PHS) |
|  | 56 |                         | Josué Neves (PRONA) Josué Moreira Neves               |                              | Valdecir Kischel (PRONA) Valdecir Kischel                | Sem coligação - Partido de Reedificação da Ordem Nacional (PRONA) |
|  | 70 |                         | Manoel Olegário (PTdoB) Manoel Olegário de Souza Neto |                              | Jussilino Teixeira (PTdoB) Jussilino Teixeira dos Santos | Sem coligação - Partido Trabalhista do Brasil (PTdoB) |

## Candidatos a prefeito
| 1º Turno 3 de outubro de 2004 | 1º Turno 3 de outubro de 2004 | 1º Turno 3 de outubro de 2004 | 1º Turno 3 de outubro de 2004 |
| Candidato(a)                  | Vice                          | Votação                       | Votação                       |
| Candidato(a)                  | Vice                          | Total                         | Porcentagem                   |
| ----------------------------- | ----------------------------- | ----------------------------- | ----------------------------- |
| Wilson Santos (PSDB)          | Jacy Proença (PSB)            | 99.920                        | 36,19%                        |
| Alexandre César (PT)          | Alencar Farina (PL)           | 92.647                        | 33,55%                        |
| Sérgio Ricardo (PPS)          | Barão Viegas (PFL)            | 68.979                        | 24,98%                        |
| Totó Parente (PMDB)           | Cresa Moreira (PMDB)          | 12.110                        | 4,39%                         |
| Manoel Olegário (PTdoB)       | Jussilino Teixeira (PTdoB)    | 1.015                         | 0,37%                         |
| Carlos Caetano (PSTU)         | Conceição Inácio (PSTU)       | 655                           | 0,24%                         |
| Josué Neves (PRONA)           | Valdecir Kischel (PRONA)      | 472                           | 0,17%                         |
| Edésio do Carmo (PTN)         | Edmilson Magalhães (PTN)      | 321                           | 0,12%                         |
| Total de votos válidos        | Total de votos válidos        | 276.119                       | 100,00%                       |
| Votos apurados                |                               |                               |                               |
| Votos válidos                 | Votos válidos                 | 276.119                       | 95,67%                        |
| Votos em branco               | Votos em branco               | 3.128                         | 1,08%                         |
| Votos nulos                   | Votos nulos                   | 9.382                         | 3,25%                         |
| Total de votos apurados       | Total de votos apurados       | 288.629                       | 100,00%                       |
| Eleitores                     |                               |                               |                               |
| Comparecimento                | Comparecimento                | 288.629                       | 83,18%                        |
| Abstenções                    | Abstenções                    | 58.375                        | 16,82%                        |
| Total de eleitores            | Total de eleitores            | 347.004                       | 100,00%                       |

| 2º Turno 31 de outubro de 2004 | 2º Turno 31 de outubro de 2004 | 2º Turno 31 de outubro de 2004 | 2º Turno 31 de outubro de 2004 |
| Candidato(a)                   | Vice                           | Votação                        | Votação                        |
| Candidato(a)                   | Vice                           | Total                          | Porcentagem                    |
| ------------------------------ | ------------------------------ | ------------------------------ | ------------------------------ |
| Wilson Santos (PSDB)           | Jacy Proença (PSB)             | 146.280                        | 52,85%                         |
| Alexandre César (PT)           | Alencar Farina (PL)            | 126.954                        | 47,15%                         |
| Total de votos válidos         | Total de votos válidos         | 269.234                        | 100,00%                        |
| Votos apurados                 |                                |                                |                                |
| Votos válidos                  | Votos válidos                  | 269.234                        | 97,18%                         |
| Votos em branco                | Votos em branco                | 2.263                          | 0,82%                          |
| Votos nulos                    | Votos nulos                    | 5.555                          | 2,00%                          |
| Total de votos apurados        | Total de votos apurados        | 277.052                        | 100,00%                        |
| Eleitores                      |                                |                                |                                |
| Comparecimento                 | Comparecimento                 | 277.052                        | 79,84%                         |
| Abstenções                     | Abstenções                     | 69.952                         | 20,16%                         |
| Total de eleitores             | Total de eleitores             | 347.004                        | 100,00%                        |